# Derceto Corona
Derceto Corona is een corona op de planeet Venus. Derceto Corona werd in 1994 genoemd naar Derceto, de Filistijnse godin van de vruchtbaarheid.
De corona heeft een diameter van 200 kilometer en bevindt zich in het quadrangle Kaiwan Fluctus (V-44) De corona maakt samen met Eve Corona, Tamfana Corona, Carpo Corona, Selu Corona en Otygen Corona deel uit van de "Alpha-Lada extensionele gordel" aan de noordwestelijke rand van Lada Terra, die meer dan 6000 kilometer lang en 50 à 200 km breed is.